# Stella Hinrichs

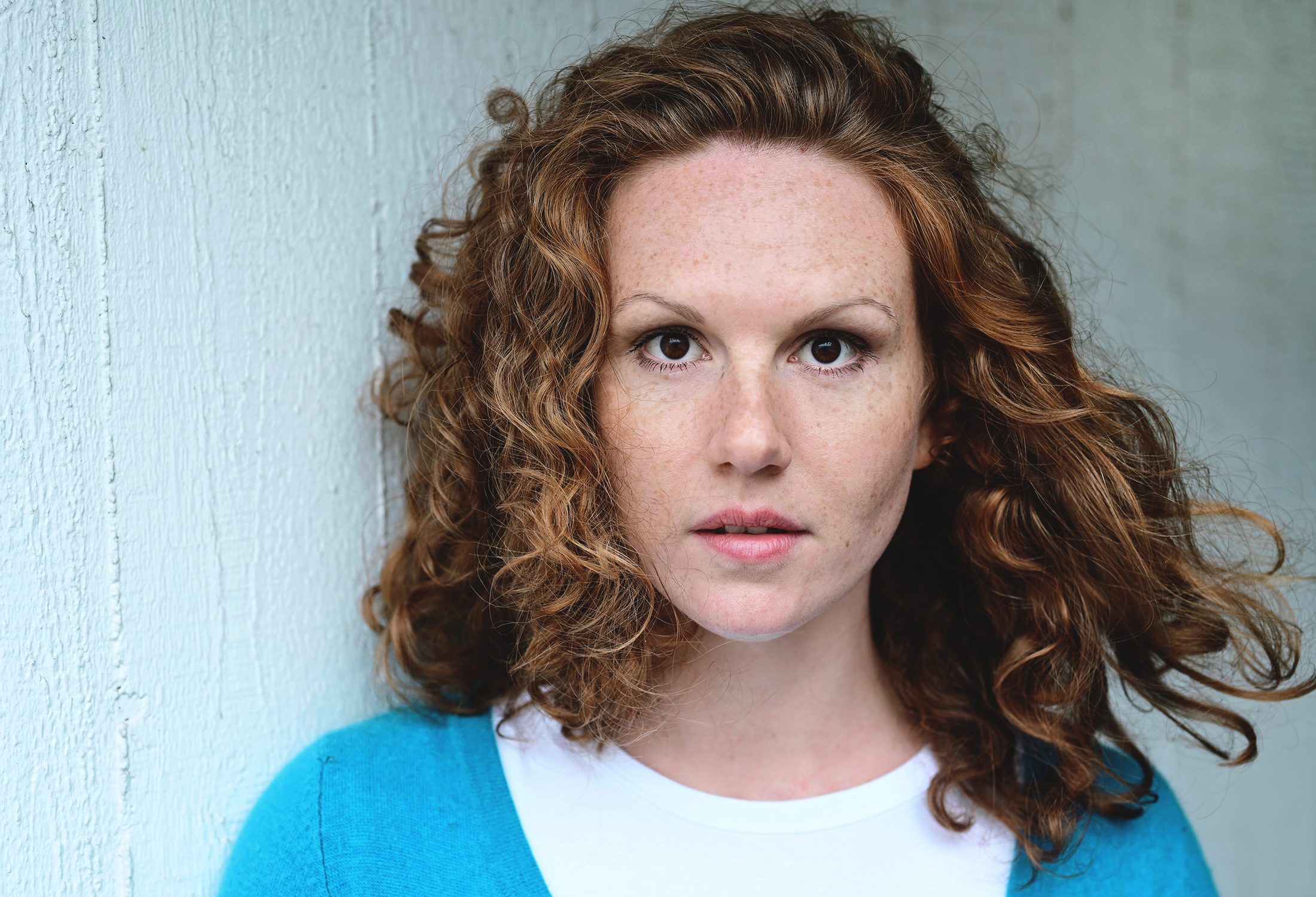
Stella Hinrichs (2020)

Stella Hinrichs (* 14. Mai 1991 in Göttingen) ist eine deutsche Schauspielerin.

## Karriere
Erste Arbeiten führten Hinrichs bereits als Jugendliche ans Deutsche Theater Göttingen und ans Junge Theater Göttingen.
Von 2012 bis 2016 studierte sie Schauspiel an der Hochschule für Schauspielkunst „Ernst Busch“. Während des Schauspielstudiums spielte sie an der Volksbühne Berlin und an der Schaubühne am Lehniner Platz. Am Berliner Arbeiter-Theater spielte sie die Olivia in Was ihr wollt unter der Regie von Alexander Lang.
Im Anschluss an ihr Studium war sie bis zur Spielzeit 2019/20 festes Ensemblemitglied am Mecklenburgischen Staatstheater in Schwerin. Dort war sie in zahlreichen Hauptrollen zu sehen und arbeitete u. a. mit den Regisseurinnen und Regisseuren Steffi Kühnert, Milan Peschel, Martin Nimz, Jan Gehler, Patrick Wengenroth und Alice Buddeberg zusammen.
Im deutschen Fernsehen wurde sie mit ihrer Episodenhauptrolle in der Serie WaPo Berlin bekannt.
Seit 2021 gehört sie zur Hauptbesetzung der Serie SOKO Wismar. Hinrichs spielt in der Vorabendserie die Polizeihauptmeisterin Paula Moorkamp.

## Filmografie (Auswahl)
- 2017: Der Gutachter – Ein Mord zu viel, Regie: Christiane Balthasar
- 2020: WaPo Berlin, Regie: Seyhan Derin
- seit 2021: SOKO Wismar, Regie: diverse (seit Folge 409)
- 2023: Die Heiland – Wir sind Anwalt (Fernsehserie, Folgen Knochenjob, Kaltblüter, Der Stalker)

## Theater (Auswahl)
- 2014: Fabian –  oder der Gang vor die Hunde  (Schaubühne Berlin / Regie: Peter Kleinert)
- 2014: Der neue Menoza (Rolle: Wilhelmine / Volksbühne Berlin / Regie: Uwe Dag Berlin)
- 2017: Amphitryon (Rolle: Alkmene / Mecklenburgisches Staatstheater Schwerin / Regie: Mareike Mikat)
- 2017: Die Ratten (Rolle: Pauline Piperkarcka / Mecklenburgisches Staatstheater Schwerin / Regie: Steffi Kühnert)
- 2018: Sommernachtstraum (Rolle: Hermia / Mecklenburgisches Staatstheater Schwerin / Regie: Jan Gehler)
- 2018: Dracula (Rolle: Mina / Schlossfestspiele Schwerin / Regie: Krzysztof Minkowski)
- 2019: Hexenjagd (Rolle: Abigail / Mecklenburgisches Staatstheater Schwerin / Regie: Martin Nimz)
- 2020: Die Umsiedlerin (Rolle: Schmulka / Mecklenburgisches Staatstheater Schwerin / Regie: Milan Peschel)